# Madonna del popolo (Barocci)
La Madonna del Popolo è un dipinto di Federico Barocci, raffigurante la Madonna e le opere di misericordia. Eseguito fra il 1575 ed il 1579, è conservato nella galleria degli Uffizi di Firenze. È firmata e datata FEDERICVS BAROTIVS VRBINAS MDLXXIX.

## Storia
L'opera era stata inizialmente commissionata dalla Fraternita dei laici di Arezzo a Giorgio Vasari, come pala dell'altare della cappella della fraternita in Santa Maria della Pieve. Nel 1574, alla morte di Vasari, l'incarico è affidato a Barocci, che ci lavorò fino al 1579 (data apposta dall'autore sulla tavola). Il tema inizialmente commissionato era il "Mistero della Misericordia", ma l'artista stesso propose una variazione.
Dopo lunghi studi, documentati dai numerosi studi e bozzetti preparatori dell'autore (conservati fra gli altri nel British Museum, nel Gabinetto dei disegni e delle stampe degli Uffizi e nel Kupferstichkabinett di Berlino), l'opera fu consegnata nel 1579 e collocata nella pieve di Arezzo, accompagnata da una cuspide con Dio Padre benedicente, oggi al Museo nazionale di arte medievale e moderna di Arezzo.
Nel Seicento l'opera godeva di grande fama: si racconta che pittori come il Cigoli o Gregorio Pagani andarono appositamente ad Arezzo per vederla e studiarla. Nel 1786 il dipinto fu acquistato dal granduca di Toscana Pietro Leopoldo e trasferito nel 1787 nella galleria degli Uffizi, dove si trova tuttora.

## Descrizione
Il contratto con la confraternita prevedeva la rappresentazione del «misterio della misericordia o altro misterio et historie della gloriosissima Vergine». Il pittore decise però di rappresentare un tema più libero e moderno, con il popolo che si rivolge a Maria, la quale a sua volta intercede a un Cristo benedicente, nella parte alta della tavola.
In basso, entro uno scorcio cittadino, è rappresentata una moltitudine differenziata, in cui si possono riconoscere persone di ceto abbiente (le ricche gentildonne ingioiellate e in preghiera), così come i poveri (quali la donna col bambino che riceve l'elemosina da un giovanissimo gentiluomo appena al bordo della scena); vi sono uno storpio con borraccia, sdraiato a terra, che chiede l'elemosina e un suonatore cieco di ghironda; molto espressivi e colti in momenti di immediato realismo sono poi i bambini, come quello che disturba una donna sfogliando senza riguardo il libro di preghiere che tiene in mano, o come quello in ginocchio presso la madre che sorride distratto dal suono del musico con la ghironda. Di vivace immediatezza sono dettagli come il cagnolino in primo piano a destra, o l'angioletto accanto a Gesù, che sembra piegato da un moto di innocente timidezza. 
L'apparizione di Gesù, di Maria e della colomba, simbolo rinascimentale dello Spirito Santo, tutti circondati di angioletti, è tutt'altro che astratta e irreale: le loro nuvole proiettano al centro della pala un'ombra da cui la folla si discosta per vedere la presenza soprannaturale.

## Stile
La composizione della Madonna del Popolo è più che mai sciolta e libera, a differenza di opere di qualche anno prima, come la Deposizione del Duomo di Perugia. Lo spazio è gremito di figure, però disposte in un cerchio, che dà aria e profondità alla scena inferiore. I colori sono accesi, resi rari e preziosi da delicati effetti cangianti.